# Carmo do Rio Claro
Carmo do Rio Claro is een gemeente in de Braziliaanse deelstaat Minas Gerais. De gemeente telt 20.070 inwoners (schatting 2009).

## Aangrenzende gemeenten
De gemeente grenst aan Alfenas, Alpinópolis, Alterosa, Boa Esperança, Campo do Meio, Campos Gerais, Conceição da Aparecida, Guapé, Ilicínea, Nova Resende en São José da Barra.